# NoFap
NoFap ist ein Internetforum sowie eine daraus hervorgegangene Bewegung von Menschen, die unter Internetsexsucht leiden und den Konsum von Pornografie sowie Masturbation freiwillig einschränken beziehungsweise vermeiden wollen. Die Bewegung umfasst heute verschiedene Websites, Selbsthilfegruppen sowie Diskussionsplattformen, insbesondere auf Reddit. Der Name kommt vom englischen Slangbegriff to fap, der die männliche Masturbation bezeichnet.

## Geschichte
Die Bezeichnung „NoFap“ tauchte erstmals 2006 in Internetforen von Bodybuildern auf, die den Verzicht auf Masturbation als eine Methode zur Steigerung des Testosteronspiegel im Blut und damit des Trainingserfolgs propagierten.
Die heute bekannte NoFap-Community wurde im Juni 2011 auf der Internetplattform Reddit von dem damals 21-jährigen US-amerikanischen Programmierer Alexander Rhodes gegründet, nachdem er von einer (2021 widerlegten) Studie aus 2003 inspiriert wurde, die behauptete, dass der männliche Testosteronspiegel im Blut nach sieben Tagen Enthaltsamkeit auf bis zu 145,7 Prozent ansteigen könne. Später erstellte Rhodes die kommerzielle Webseite NoFap.com und registrierte NoFap als eingetragene Marke.

## Ansichten und Prinzipien
Nach einer gewissen Zeit des Pornografie- und Masturbationsverzichts behaupten einige NoFap-Nutzer, „dramatische Steigerungen des sozialen Vertrauens, der Energie, der Konzentration, der mentalen Schärfe, der Motivation, des Selbstwertgefühls, der emotionalen Stabilität, des Glücks, der sexuellen Fähigkeiten und der Attraktivität für das andere Geschlecht“ zu erleben. Die Ansicht, dass der Verzicht zu solchen „Superkräften“ führt, ist einer der zentralen Grundsätze von NoFap. In der Bewegung herrscht ferner der Glaube vor, das Gehirn werde durch Pornos verzerrt und müsse durch eine längere Zeit der Abstinenz von den negativen Effekten befreit und auf den „Ursprungszustand“ zurückgesetzt werden. In der Szene wird diese Phase als Reboot bezeichnet. Selten wird Pornografie aber aus feministischen Gründen kritisiert. Oft herrscht stattdessen ein negatives Bild von Frauen vor, die sich an Pornografie beteiligen. Auf diese Weise werden Männer als die „wahren Opfer“ von Pornografie konstruiert.
Die NoFap-Nutzer verweisen oft auf den Buchautor Gary Wilson, der argumentiert, dass „Neuheit“ im männlichen Gehirn Erregung auslöse und deshalb Dopamin ausgeschüttet werde. Da das Internet quasi unbegrenzt neue sexuelle Reize zur Verfügung stelle, blieben die Pornographie-Konsumenten auf einer Art „Dopamin-Welle“, was zur Abschwächung des Belohnungssystems und zu Symptomen wie den von Vertretern von NoFap genannten führe.
Oft führen die NoFap-Anhänger eine lange Liste mit hunderten von Studien an, die angeblich die negativen Effekte des Pornokonsums und die positiven Auswirkungen der Abstinenz beweisen sollen. Viele der Studien sind jedoch von geringer Qualität, etwa mit sehr kleiner Stichprobengröße, oder wurden falsch interpretiert.
Üblicherweise wird sich eine Zeitperiode gesetzt, innerhalb der Praktizierende auf durch Pornografiekonsum bzw. Masturbation begleitete bzw. hervorgerufene Orgasmen verzichten. Dabei wird NoFap in unterschiedlichen Abstufungen durchgeführt:
- im soft mode kann weiterhin masturbiert werden, allerdings unter Verzicht auf Pornografie jeglicher Art
- im normal mode wird zudem auf Masturbation verzichtet (sofern diese dem Erreichen des Orgasmus dient)
- im hard mode wird jeglicher Orgasmus, auch beim Geschlechtsverkehr, vermieden

Es geht jedoch nicht um den Verzicht auf partnerschaftliches Zusammensein und den Austausch von Intimität.

## Verbreitung und Plattformen
Das Subreddit „NoFap“ richtet sich primär an Personen, die sich als „pornographiesüchtig“ bezeichnen. Es enthält Diskussionsabschnitte zum Verzicht auf Masturbation zu pornographischen Inhalten, wobei Diskussionen sich häufig mit den Auswirkungen und der Wahrnehmung von Pornographiekonsum beschäftigen sowie persönliche Schilderungen von Erfahrungen enthalten. Mitglieder tauschen untereinander Ratschläge aus und fordern sich teilweise gegenseitig heraus. Daneben gehen auch Hasskommentare von dem Subreddit aus, z. B. gegen Wissenschaftlerinnen, die die radikalen Ansichten von NoFap zu Anti-Masturbation nicht teilen. Im Jahr 2018 hatte das Forum mehr als 260.000 registrierte Mitglieder, im Jahr 2023 schon über eine Million.
Eine Umfrage aus dem Jahr 2014 – die gemäß den Organisatoren nur eine beschränkte Aussagekraft hat – ergab, dass die große Mehrheit der Mitglieder unter 28, männlich und heterosexuell ist. Das Forum zielt allerdings nicht nur auf diese Gruppe ab.
Ein einflussreicher Vertreter ist laut Recherchen von Belltower.News aus 2021 der Männerrechtsaktivist „Sol Brah“, der über 100.000 Abonnenten auf Twitter hat. Gleichzeitig verkauft er auch umstrittene Nahrungsergänzungsmittel und motiviert seine Zuhörer dazu, Sport zu treiben und einen muskulösen Körper zu erhalten.
NoFap wird häufig auch über Memes und Internet-Challenges verbreitet, wie mit der seit 2017 populär gewordenen Challenge No Nut November, die dazu aufruft, den gesamten November nicht zu masturbieren. Der No Nut November, der häufig mit Hilfe von Memes verbreitet wird, wurde als „niederschwelliger Einstieg“ in die NoFap-Bewegung beschrieben. Ein weiteres Meme ist der Coomer, eine Person außerhalb der NoFap-Glaubenssätze, die als schwach, unförmig und als den „NoFappers“ unterlegen dargestellt wird.

## Psychologische Bewertung
Eine Studie aus 2023 beschrieb das NoFap/„Reboot“-Programm als schädlich für die psychische Gesundheit der Teilnehmenden, was auf die Beschämung sexuellen Verhaltens und inakkurate bis problematische Ratschläge in den Communitys zurückgeführt wird. Ein (nicht unwahrscheinliches) Scheitern an den hohen, medizinisch unbegründeten Abstinenzzielen verstärke Gefühle von Stress, Angst und Traurigkeit bis hin zu suizidalen Gedanken auf iatrogene Weise. Erschwerend komme hinzu, dass Teilnehmer häufig von selbsternannten Coaches angeleitet werden, die keinerlei therapeutische Ausbildung haben und unter Umständen nicht adäquat auf selbstschädigende Absichten der Nutzer reagieren könnten. Das NoFap/„Reboot“-Programm ist den Autoren der Studie zufolge vergleichbar mit Anti-LGBT-„Konversionstherapien“, die Menschen ebenso für sexuelles Verhalten beschämen.
Ob die von den NoFap-Anhängern behauptete „Pornografiesucht“ tatsächlich als Sucht im eigentlichen Sinne bezeichnet werden kann, ist unter Psychologen umstritten. Einige Psychologen sehen in übermäßigem Pornografiekonsum auch nur eine Bewältigungsstrategie für eigentlich andere dahinterliegende Krankheiten wie Depressionen oder Traumata.

## Bezüge zu rechten Ideologien
Der Kulturwissenschaftler Simon Strick nennt einige Beispiele für antisemitische Beiträge in den NoFap-Foren, in denen die Pornoindustrie als von Juden kontrolliert dargestellt wurde. Anknüpfungspunkte fand Strick auch an rassistische Narrative, etwa in der Behauptung, Pornografie würde Männer „verweichlichen“ und ihren Widerstand gegen die angebliche „Invasion“ durch ausländische Männer kleinhalten. In den NoFap-Communitys wurden mitunter Videos von Rechtsextremisten, wie dem schwedischen ethnonationalisten Marcus Folli, beworben und finden Zustimmung unter den Nutzern. Strick urteilt daher, dass sich die NoFap-Community nach außen als „auf der Suche nach nicht-toxischen und progressiven Geschlechterrollen“ präsentiere, gleichwohl nehme sie „an geschlechtsspezifischen und rassistischen Erzählungen teil, die nicht weniger gewalttätig sind, um es vorsichtig auszudrücken.“
Der Psychoanalyst Jacob Johanssen ordnet NoFap als „insgesamt nicht rassistisch oder antisemitisch“ ein, gleichwohl kritisiert er einige rassistische Implikationen durch von NoFap-Mitgliedern verwendetes Vokabular, das sie mit Teilen der Manosphere gemein haben. Insbesondere kritisiert Johanssen die NoFap-Bewegung aber als „oft sehr frauenfeindlich und toxisch“. Enthaltsamkeit wird von den Mitgliedern häufig damit begründet, hegemoniale Männlichkeit zu erlangen und der „Verweiblichung“ zu entkommen, die – nach Ansicht einiger Mitglieder – durch feministische Frauen oder LGBTQ-Gruppen absichtlich durch die Verbreitung manipulativer Pornos herbeigeführt worden sei. Oft geht es in den Diskursen auch um die Abwehr und Verdrängung von Homosexualität.
Im Jacobin, einem linksgerichteten Magazin, wurde NoFap als „Rekrutierungsfeld“ für die politische Rechte bzw. die Alt-Right beschrieben. Rechte werben in diesen Communitys bei politisch Unentschlossenen und von Einsamkeit betroffenen Männern für ihre Ansichten und versuchen so, Einfluss zu gewinnen. Begünstigt werde dies durch die Schwäche der politischen Linken, der es bisher kaum gelang, in der Netzkultur Fuß zu fassen. NoFap ist ein zentrales Element der rechtsextremistischen Proud Boys. In Deutschland bedient die Junge Alternative ähnliche Argumentationsmuster wie die NoFap-Community. Eine Studie aus 2020 fand heraus, dass Partizipation im „r/NoFap“-Subreddit stark mit der Unterstützung von Donald Trump korrelierte.
In der Los Angeles Review of Books sieht Aya Labanieh in der Kombination aus „pseudo-freudianischer Selbsthilfe“, die das Individuum für seine Situation verantwortlich macht, und der Angst vor einer „Degeneration“ durch äußere Kräfte eine Anschlussfähigkeit an faschistische und neonazistische Ideologien, betont aber, dass bei weitem nicht alle Mitglieder diesen Ideologien zuzuordnen seien.